# Malco

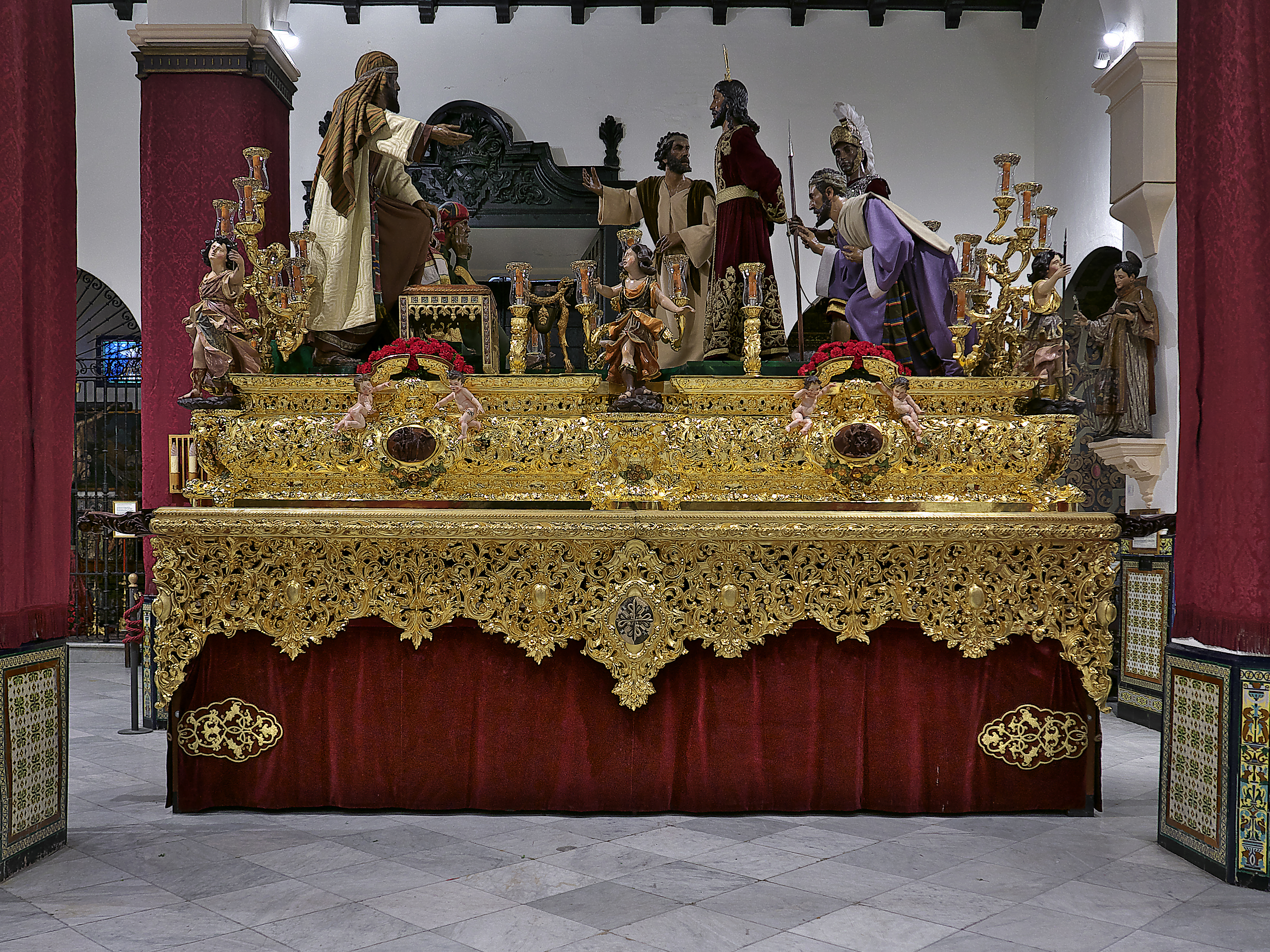
Proceso de Jesús ante Anás, la bofetada de Malco

En el Nuevo Testamento de la Biblia, Malco es el nombre de un sirviente del Sumo Sacerdote, que colaboró en el Arresto de Jesús. Simón Pedro, uno de los discípulos de Jesucristo, iba armado con una espada, y en el acto le cortó la oreja derecha, Jesús le sanó la herida y él se quedó sorprendido ante tal milagro.Jn 18:10-11
La historia es relatada en los cuatro Evangelios, pero Malco solo es nombrado por su nombre en el Evangelio de Juan.
- Datos: Q726674
- Multimedia: Malchus / Q726674